# Aichwald (Landschaftsschutzgebiet)
Aichwald ist ein Landschaftsschutzgebiet (Schutzgebietsnummer 1.16.007) im Landkreis Esslingen. 

## Lage und Beschreibung
Das Landschaftsschutzgebiet liegt auf dem Vorderen Schurwald zwischen dem Neckartal und dem Remstal. Es umschließt die Gemeinde Aichwald mit ihren Ortsteilen Aichelberg, Krummhardt, Schanbach und Aichschieß nahezu vollständig. 
Das heute bestehende Schutzgebiet entstand durch Verordnung vom 12. August 1991 und umfasste 1098 Hektar. Gleichzeitig trat die Verordnung des Landratsamts Esslingen über das Landschaftsschutzgebiet Aichwald vom 30. Juli 1980 außer Kraft. Damals waren nur die waldfreien Hochflächen mit einer Fläche von 560 Hektar unter Schutz gestellt worden. Am 15. November 2000 erfolgte eine Erweiterung, sodass aktuell 1116 Hektar geschützt sind. 
Es gehört zu den Naturräumen 107-Schurwald und Welzheimer Wald und 123-Neckarbecken innerhalb der naturräumlichen Haupteinheiten 10-Schwäbisches Keuper-Lias-Land und 12-Neckar- und Tauber-Gäuplatten. Ein kleiner Teil des Gebiets bei Aichschieß gehört zum FFH-Gebiet 7222-341 Schurwald. Das Naturschutzgebiet 1.156 Stettener Bach grenzt südwestlich an.

## Schutzzweck
Wesentlicher Schutzzweck ist laut Schutzgebietsverordnung die Erhaltung der Vielfalt und Schönheit einer typischen Keuperberglandschaft des Neckargebietes, die geprägt ist durch klingenreiche und mit naturnahen Buchen-Eichen-Wäldern bestandene Stubensandsteinhänge sowie durch die gerodeten Hochflächen, die neben Acker- und Beerenkulturen auch extensiv genutzte Grünland- und Streuobstwiesenareale umfassen. Die Vielzahl der unterschiedlichen Landschaftselemente und der Reichtum verschiedenster Grenzstrukturen mit ihrer Bedeutung als Lebensraum für zahlreiche, teilweise selten gewordene Pflanzen- und Tierarten charakterisieren den Wert dieser Landschaft.
Ein weiterer Schutzzweck ist die Sicherstellung als wertvoller Naherholungsraum inmitten der stark industrialisierten und belasteten Täler von Neckar und Rems sowie der Schutz vor weiterer Beeinträchtigung durch Kleinbauten und Einfriedigungen.